# August Hartmann (Orgelbauer)
August Hartmann (* 2. Februar 1931 in Oberdeggenbach (Oberpfalz); † 24. April 2011 in Regensburg) war ein deutscher Orgelbauer.

## Leben
August Hartmann wurde am 2. Februar in Oberdeggenbach bei Schierling in Niederbayern geboren. Ab 1946 absolvierte er eine Orgelbauerausbildung bei Eduard Hirnschrodt. Nach bestandener Gesellenprüfung arbeitete Hartmann fortan als Orgelbauer bei der Firma Hirnschrodt, später als leitender Angestellter im Schreinerei- und Montagebereich der Firma. Nach der Firmenübernahme durch Orgelbaufirma Georg Jann arbeitete er zunächst in diesem Betrieb weiter. Nach Umzug der Firma Jann nach Allkofen in Niederbayern schied er zusammen mit einigen anderen Mitarbeitern aus der Firma Jann aus und blieb im bisherigen Firmengebäude, das sich in Regensburg - Stadtamhof am Protzenweiher 13 befand, mit den genannten Mitarbeitern weiter aktiv tätig. Der Betrieb diente fortan als Filiale für die Firmen Guido Nenninger und später für Hermann Kloss. 1982 machte sich August Hartmann selbstständig und baute Orgeln mit Schleiflade, mit rein mechanischer oder kombinierter Traktur in seinem Anwesen, das sich in der Ardennenstraße 26 in Regensburg befand. August Hartmann starb am 24. April 2011 in Regensburg.

## Werkliste der Neubauten (Auswahl)
| Jahr | Ort                                 | Gebäude                       | Bild | Manuale | Register | Bemerkungen                                                                                                |
| ---- | ----------------------------------- | ----------------------------- | ---- | ------- | -------- | --- |
| 1984 | Vilshofen (Rieden)                  | St. Michael                   |      | II/P    | 16       | |
| 1985 | Lambertsneukirchen (Bernhardswald)  | St. Lambert                   |      | I/P     | 6        | |
| 1987 | Sandharlanden                       | St. Sebastian                 |      | II/P    | 19       | 2 Manuale + Koppelmanual                                                                                   |
| 1988 | Duggendorf                          | Mariä Opferung                |      | II/P    | 15       | unbekannter historischer Prospekt, 1988 erweitert um Außentürme und anschließenden Kleinfeldern            |
| 1988 | Offenstetten                        | St. Vitus                     |      | II/P    |          | im historischen Gehäuse der Vorgängerorgel                                                                 |
| 1989 | Regensburg                          | Sr. der Heimatmission         |      | III/P   | 10       | Koppelmanual; wurde 2018 in die Pfarrkirche Zur Heiligen Familie in Bad Abbach transferiert (Link) → Orgel |
| 1989 | Ammerthal                           | Frauenkirche                  |      | I/P     | 6        | Erweiterung; Gehäuse Binder & Siemann 1905                                                                 |
| 1990 | Kneiting                            | St. Peter und Paul            |      | II/P    | 14       | |
| 1992 | Brennberg                           | St. Rupert                    |      | II/P    | 17       | Im Gehäuse von Willibald Siemann                                                                           |
| 1992 | Beratzhausen                        | St. Peter und Paul            |      | III/P   | 24       | |
| 1992 | Schloss Heitzenhofen                | St. Wolfgang (Schlosskapelle) |      | I/P     | 6        | |
| 1993 | Bubach a. Forst (Holzheim am Forst) | St. Peter und Paul            |      | II/P    | 12       | |
| 1993 | Oppersdorf (Lappersdorf)            | St. Bartholomäus              |      | II/P    | 10       | |
| ?    | Franken (Laberweinting)             | St. Nikolaus                  |      | I/P     | 4        | → Orgel |